# John B. Robbins
John Bennett Robbins (* 1. Dezember 1932 in New York City, New York; † 27. November 2019 ebenda) war ein US-amerikanischer Immunologe und hochrangiger Wissenschaftler der National Institutes of Health. Er war vor allem dafür bekannt, gemeinsam mit Rachel Schneerson konjugierte Impfstoffe, zum Beispiel gegen Meningitis (Haemophilus influenzae b-Infektion), entwickelt zu haben.

## Leben und Wirken
Robbins erwarb 1959 an der New York University einen M.D. als Abschluss des Medizinstudiums. Nach einem Forschungsaufenthalt 1965/66 am Weizmann-Institut für Wissenschaften (Israel) erhielt er 1967 am Albert Einstein College of Medicine eine Professur für Kinderheilkunde. 1970 wechselte er in eine führende Position am National Institute of Child Health and Human Development (NICHD), einer Einrichtung der National Institutes of Health (NIH). Ab 1974 leitete er die Abteilung für bakterielle Produkte bei der Food and Drug Administration, bevor er 1983 als Leiter des Labors für Developmental and Molecular Immunity (Entwicklungsimmunologie und molekulare Immunologie) zurück an das NICHD wechselte.
Robbins konnte wichtige Beiträge zur Entwicklung von Impfstoffen gegen gekapselte Bakterien leisten. Die Schleimkapsel (Glykokalyx) dieser Bakterien ist für das kindliche Immunsystem wenig immunogen. Mittels Kopplung von Polysacchariden aus der Schleimhülle mit einem Protein, dem Toxoid des Tetanustoxin, entwickelte er konjugierte Impfstoffe, die eine deutlich stärkere Immunität hervorrufen als nichtkonjugierte Impfstoffe. Durch die von Robbins und Schneerson entwickelten und weltweit verwendeten Impfstoffe gegen Haemophilus influenzae, Salmonella typhi oder Bordetella pertussis sank die Zahl der Infektionen mit Meningitis und anderen Krankheiten wie Osteomyelitis und Lungenentzündung bei Kindern schlagartig. Auch zum Gebiet der angeborenen Immunantwort konnte Robbins grundlegende Beiträge leisten.
1975 erhielt Robbins den E. Mead Johnson Award der American Academy of Pediatrics, 1996 wurde er mit dem Lasker~DeBakey Clinical Medical Research Award, dem Pasteur Award der Weltgesundheitsorganisation und 2001 mit der Albert B. Sabin Gold Medal ausgezeichnet. Für 2017 wurde ihm der Prinz-Mahidol-Preis zugesprochen. Robbins war  Mitglied der National Academy of Sciences. 2002 wurde er in die American Philosophical Society gewählt.